# Spandau

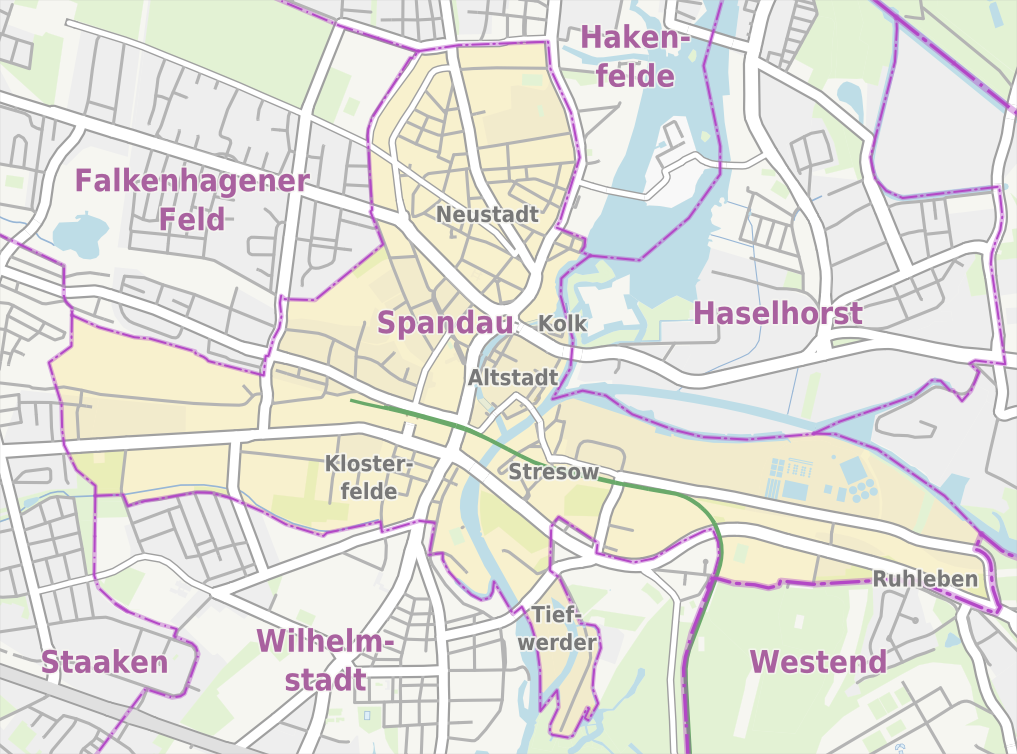
Mappa del quartiere

Spandau è un quartiere (Ortsteil) di Berlino. Amministrativamente, appartiene all'omonimo distretto (Bezirk).

## Posizione
Spandau si trova nella zona occidentale della città, sulle rive della Havel presso le foci della Sprea. Procedendo da nord in senso orario, confina con i quartieri di Hakenfelde, Haselhorst, Siemensstadt, Westend, Wilhelmstadt, Staaken e Falkenhagener Feld.

## Storia
Spandau fu fondata probabilmente da Alberto I di Brandeburgo nell'ambito della colonizzazione dei territori ad est dell'Elba (fino ad allora abitati da popolazioni slave); l'importanza strategica del luogo, alla foce della Sprea nella Havel, era notevole.
Fu nel 1197 che "Spandow" venne nominata in un documento scritto; quindi prima di Berlino, nominata solo nel 1237. Spandau ottenne il titolo di città già nel 1232.
Intorno al 1560 il principe Gioacchino II di Brandeburgo decise di modernizzare le difese militari della città, e fece realizzare la cittadella, terminata nel 1594. Essa ebbe un ruolo molto importante durante la guerra dei trent'anni (1618-48) e durante le guerre napoleoniche.
Nel XIX secolo Spandow (che dal 1878 viene scritto con l'ortografia odierna, più germanica) divenne una grande città industriale alle porte di Berlino. In particolare, la ditta Siemens costruì i propri stabilimenti ad est della città, in quello che oggi è il quartiere Siemensstadt. Furono costruite le linee ferroviarie, con la stazione in località Stresow.
Nel 1920 Spandau fu incorporata nella "Grande Berlino", entrando a far parte dell'omonimo distretto. Il quartiere comprese, oltre alla città, anche i comuni rurali (Landgemeinde) di Tiefwerder e Pichelsdorf, e i territori agricoli (Gutsbezirk) di Heerstraße e Pichelswerder.
Il quartiere acquistò notorietà internazionale dopo la seconda guerra mondiale, quando molti esponenti del regime nazionalsocialista furono rinchiusi nel carcere di Spandau (che, abbattuto nel 1987 dopo la morte di Rudolf Hess, si trovava nell'attuale quartiere di Wilhelmstadt).
Negli anni ottanta fu restaurata la città vecchia (Altstadt), con l'istituzione di una vasta isola pedonale. È del 1984 il prolungamento della linea U7 della metropolitana fino al capolinea di Rathaus Spandau.
Nel 2003 furono creati i nuovi quartieri di Falkenhagener Feld, Hakenfelde e Wilhelmstadt, scorporandoli dal quartiere di Spandau, che è stato pertanto notevolmente ridotto.

## Monumenti e luoghi d'interesse
- Municipio (Rathaus Spandau)
- Cittadella
- Altstadt (città vecchia)
- Chiesa di San Nicola

## Stemmi

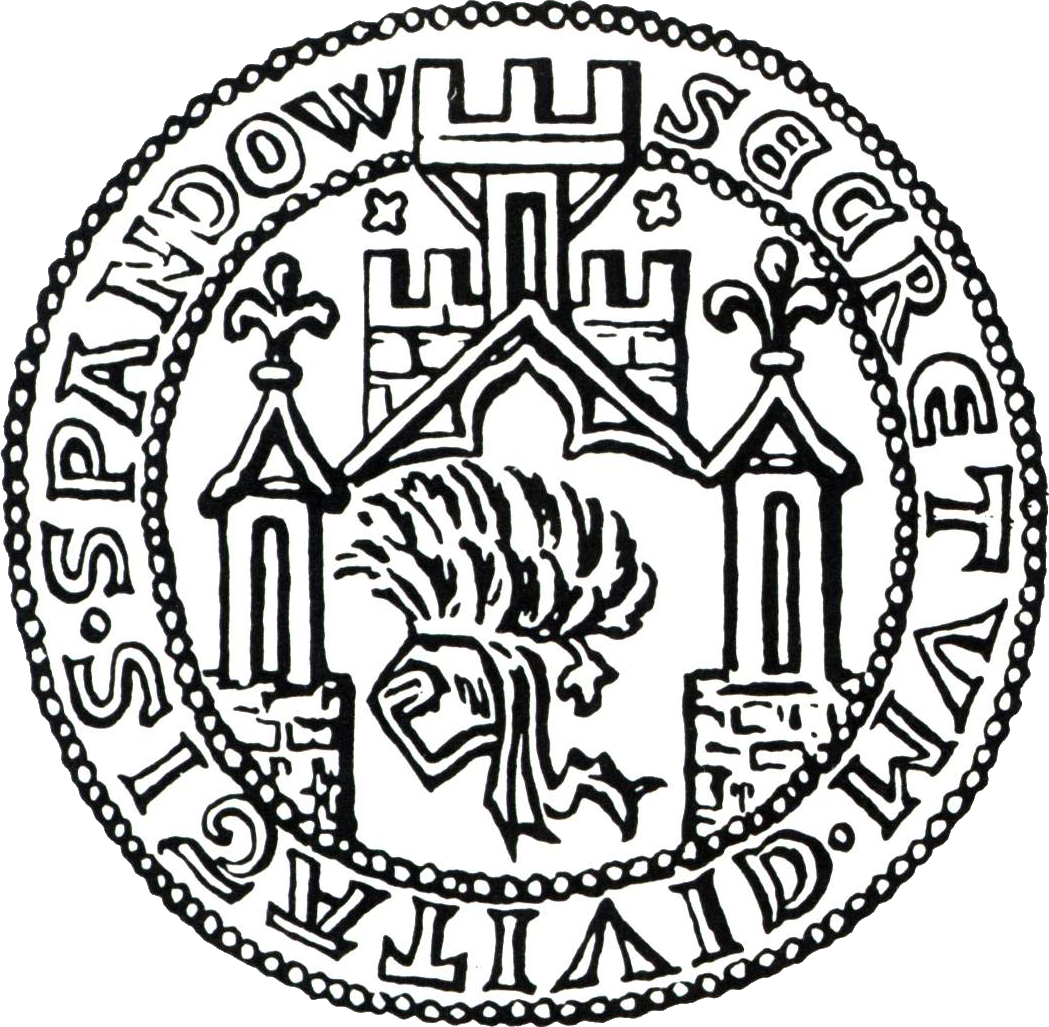
Stemma della città di Spandau (1352)

## Galleria d'immagini

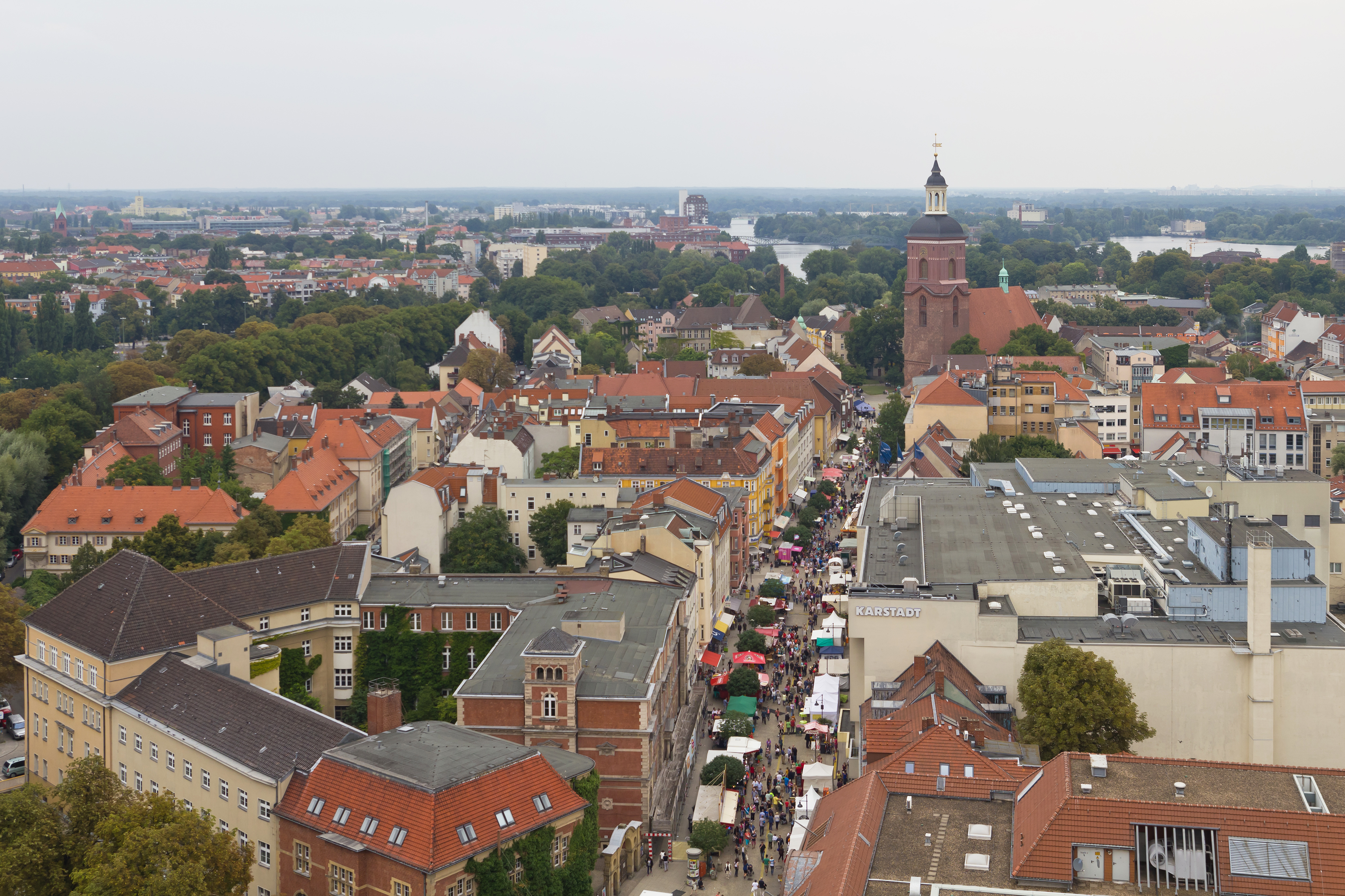
Altstadt
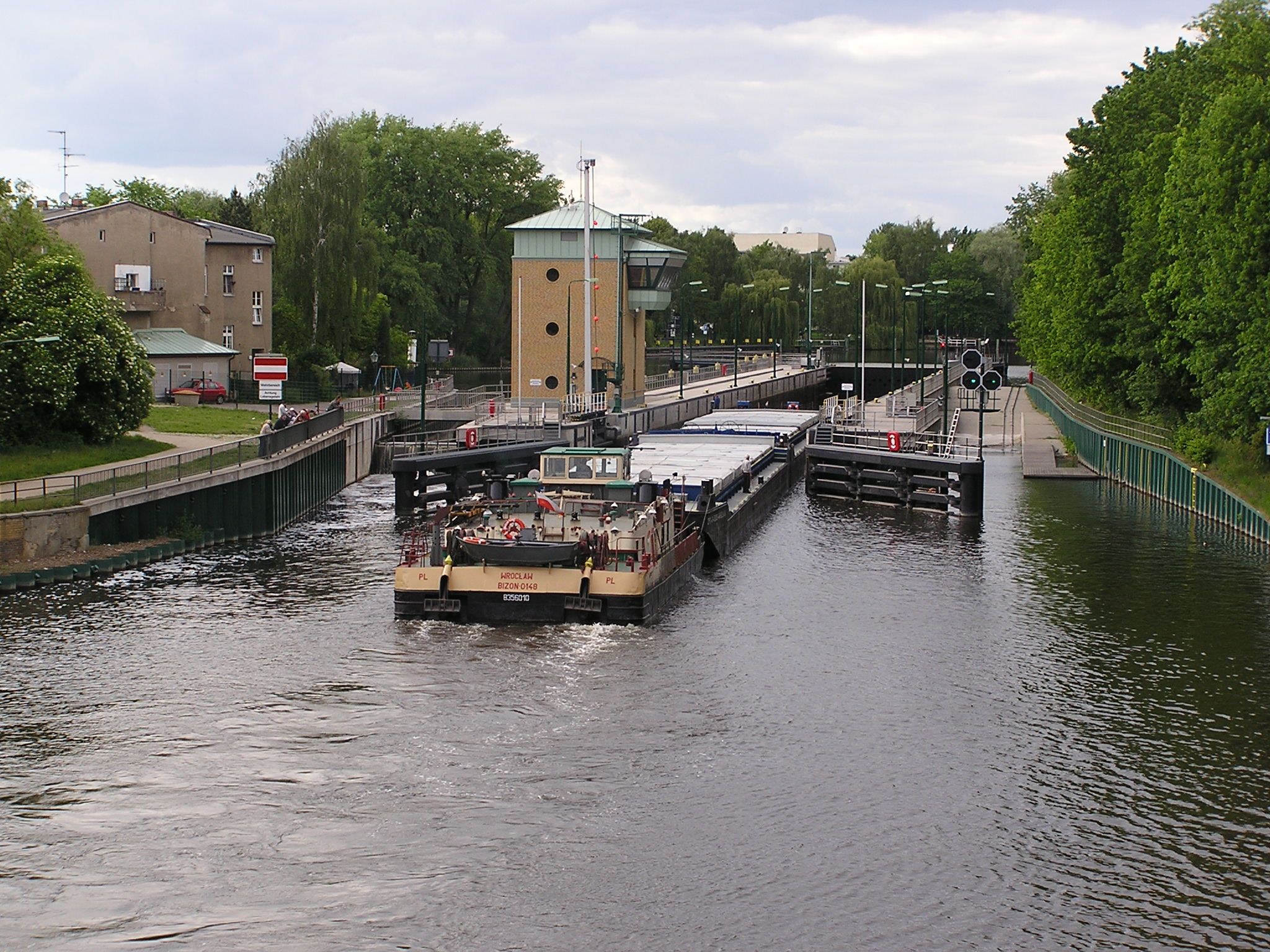
Chiusa di Spandau
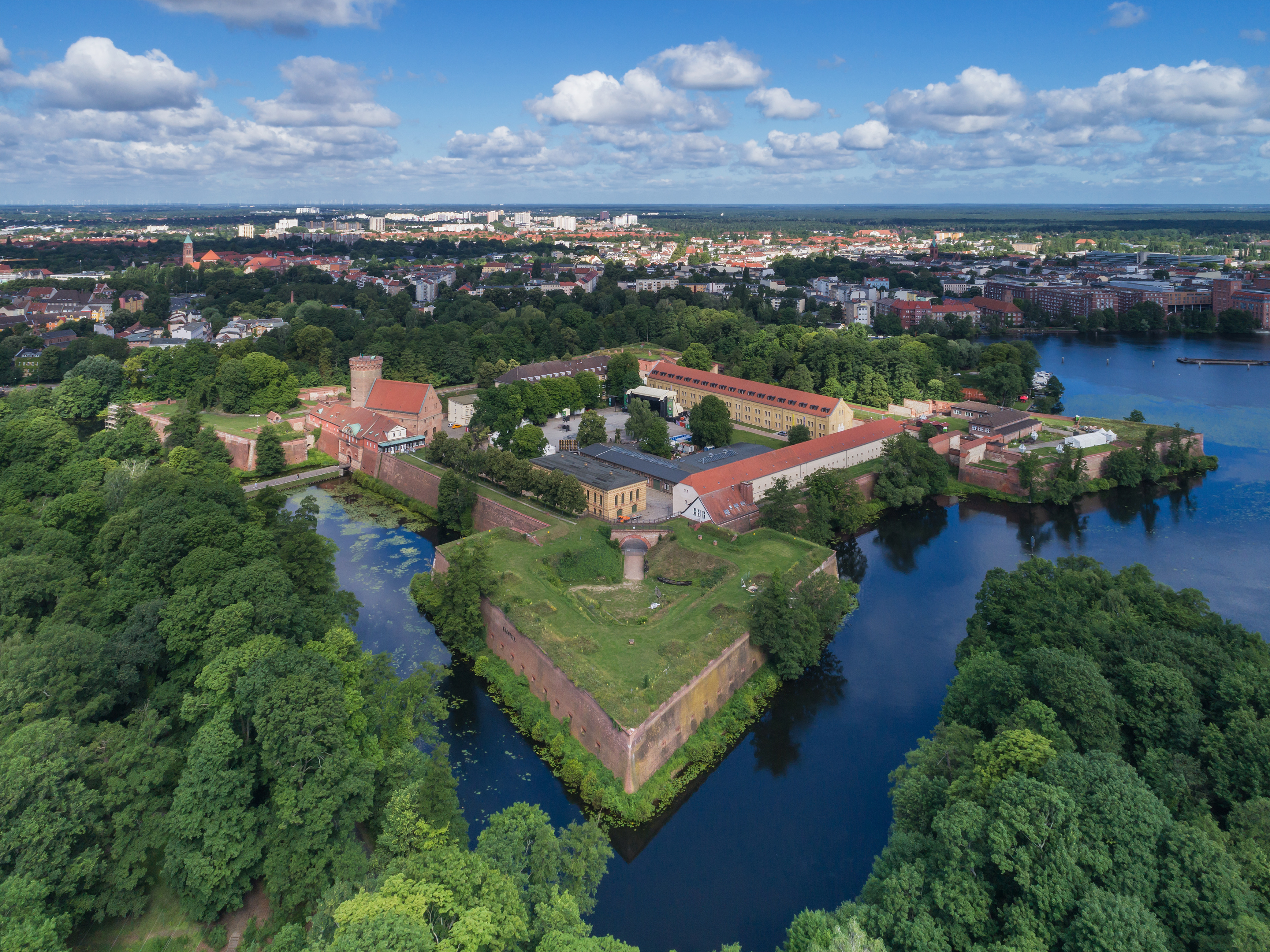
Immagine aerea della cittadella
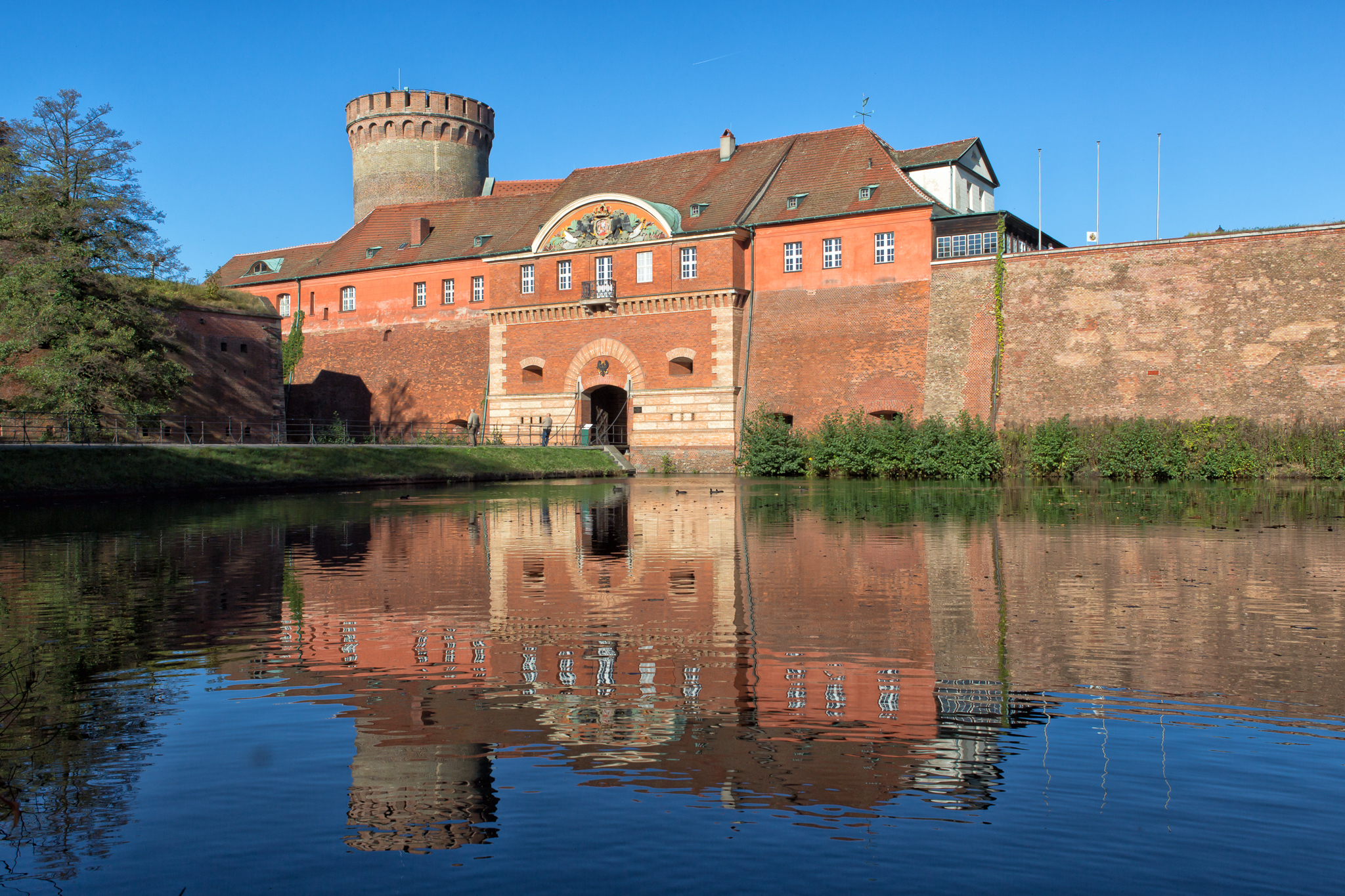
Immagine ravvicinata della cittadella
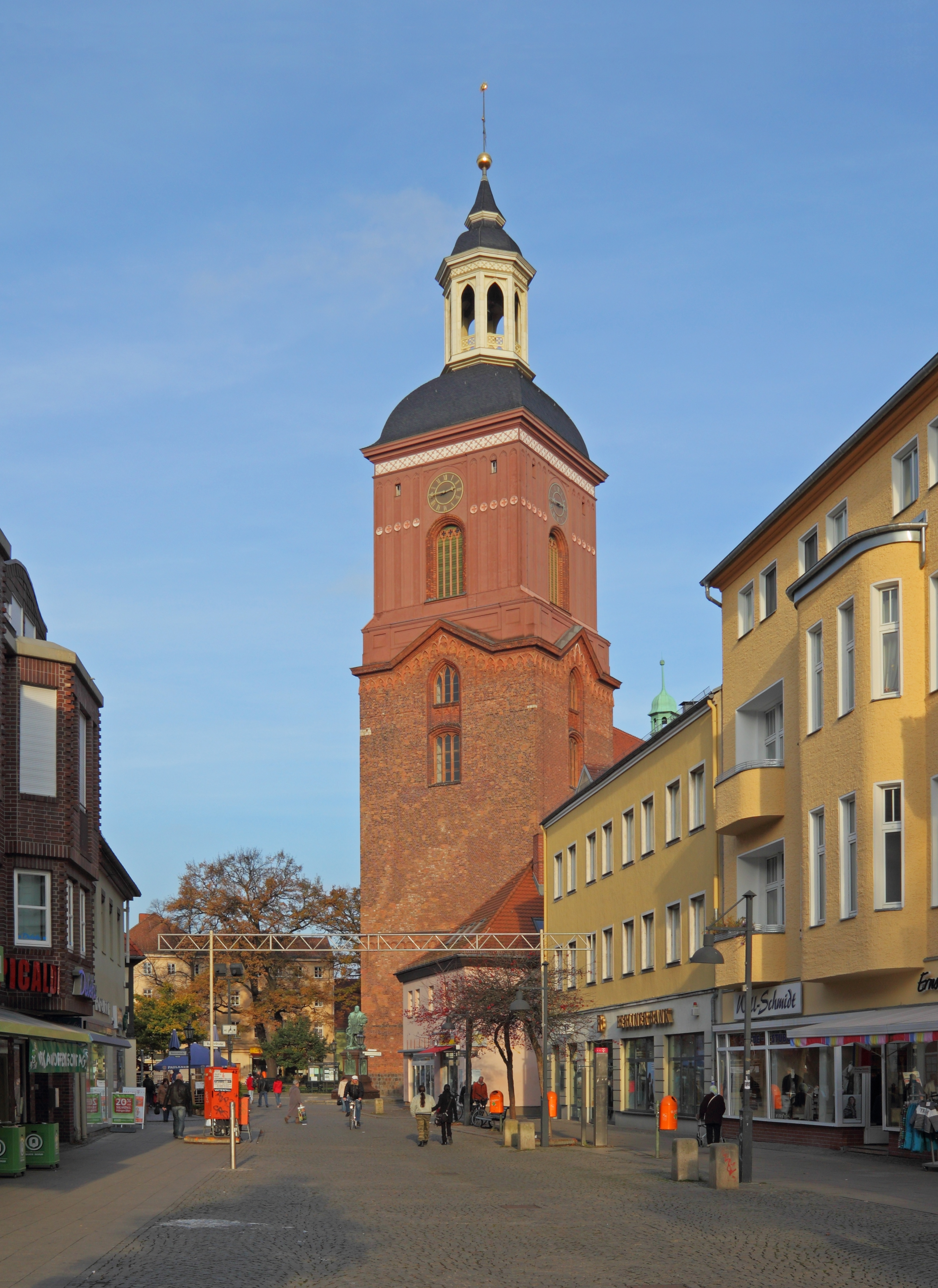
Nikolaikirche